# Apaj
Apaj ist eine ungarische Gemeinde im Kreis Ráckeve im Komitat Pest.

## Geografische Lage
Apaj liegt 43 Kilometer südlich von Budapest und 12 Kilometer südöstlich der Kreisstadt Ráckeve. Nachbargemeinden sind Kiskunlacháza und Kunszentmiklós.

## Sehenswürdigkeiten
- Millennium Park (Millenniumi park)
- Nationalpark Kiskunság (Kiskunsági Nemzeti Park)

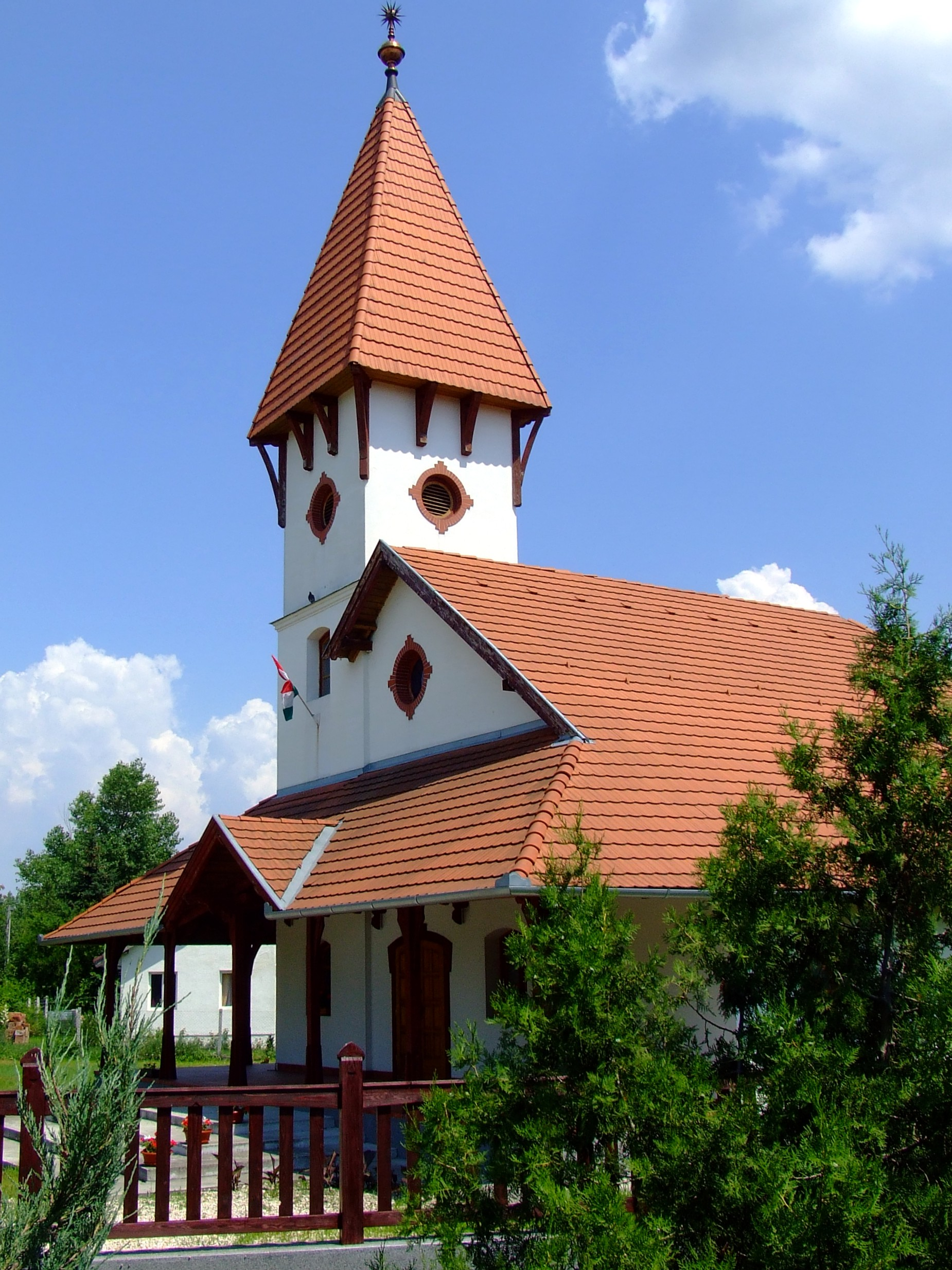
Reformierte Kirche in Apaj

- Reformierte Kirche, erbaut 2005

## Gemeindepartnerschaft
- Pomáz, Ungarn

## Verkehr
Durch Apaj verläuft die Landstraße Nr. 5203. Über die am westlichen Ortsrand gelegene Bahnstation Dömsöd ist die Gemeinde angebunden an die Bahnstrecke von Budapest nach Kunszentmiklós-Tass in Richtung Serbien. 